# Sterpersdorf

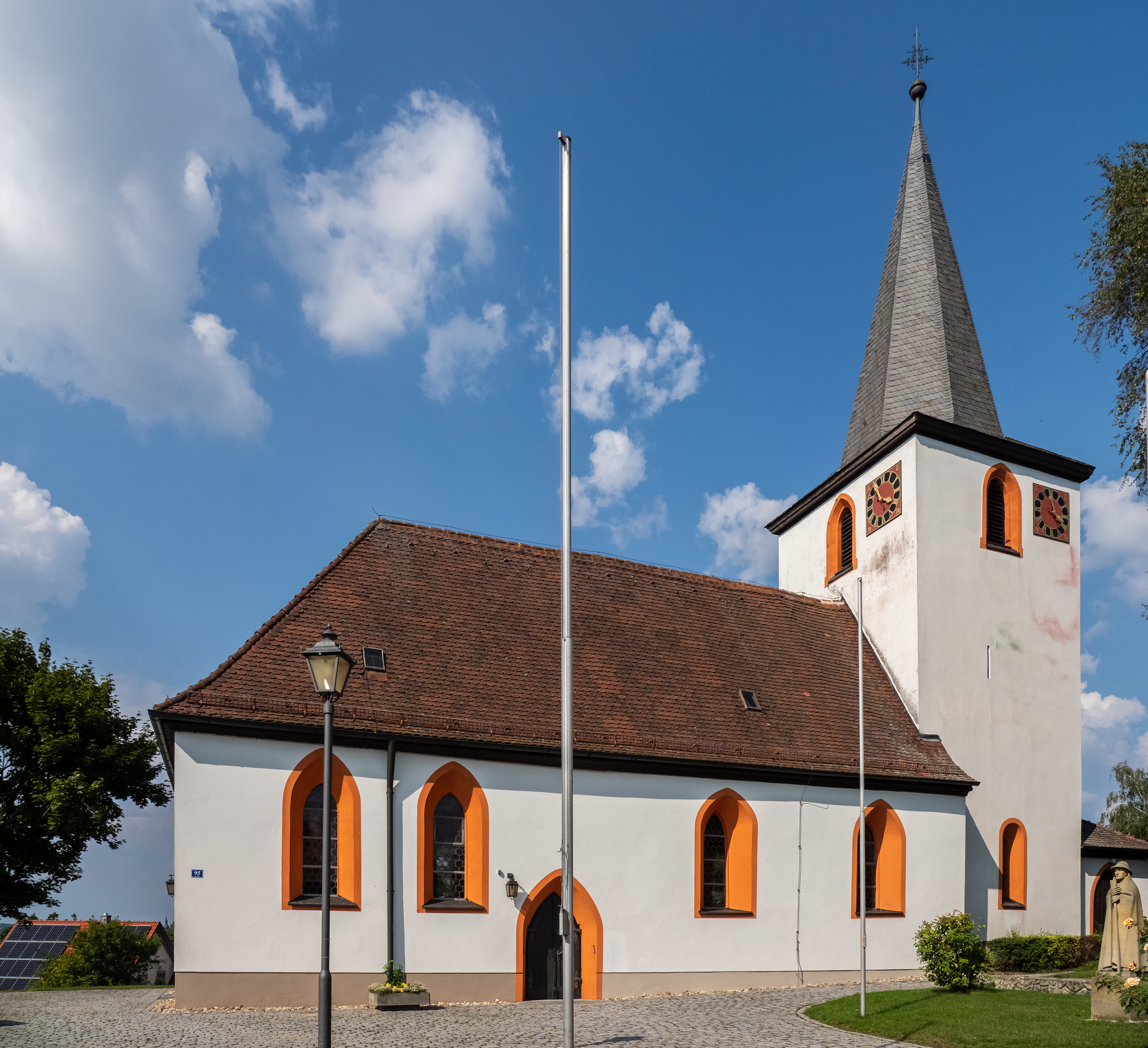
Katholische Pfarrkirche St. Vitus

Sterpersdorf ist ein Gemeindeteil der Stadt Höchstadt an der Aisch im Landkreis Erlangen-Höchstadt (Mittelfranken, Bayern). Die Gemarkung Sterpersdorf hat eine Fläche von 5,837 km². Sie ist in 778 Flurstücke aufgeteilt, die eine durchschnittliche Flurstücksfläche von 7501,96 m² haben. In ihr liegen neben dem namensgebenden Ort die Gemeindeteile Antoniuskapelle, Greiendorf, Greienmühle und Weidendorf.

## Geografie
Das Pfarrdorf liegt am rechten Ufer der Aisch. Der Ort ist von Acker- und Grünland mit kleineren Waldparzellen umgeben. Im Norden wird die Flur Brühl genannt. Unmittelbar östlich des Ortes befindet sich der Eichelberg (296 m ü. NHN). Die Kreisstraße ERH 18 verläuft nach Schwarzenbach (1,5 km südlich) bzw. die Bundesstraße 470 kreuzend nach Lonnerstadt (2 km nordwestlich). Eine Gemeindeverbindungsstraße führt nach Weidendorf (2 km südwestlich) bzw. nach Greiendorf (0,6 km nordöstlich).

## Geschichte
1144 wurde ein Heinrich von Sterpersdorf urkundlich erwähnt, was zugleich die erste urkundliche Erwähnung des Ortes ist. 1160 wurde der Ort als „Stertzfridesdorf“ und 1243 als „Sterfridesdorf“ erwähnt. Das Bestimmungswort ist Stercfried, der Personenname des Gründers. Ursprünglicher Lehnsherr war das Hochstift Würzburg, das diesen und andere Orte der Gegend planmäßig anlegen ließ. 1303 wurde im Würzburger Lehenbuch noch ein Altzehnt des Ortes erwähnt, der Hermann von Türlin verliehen wurde. Weitere Lehensherren waren die Herren von Hohenlohe-Brauneck. Sie belehnten die Seckendorffer. 1383 verkaufte Konrad von Seckendorff ein Gut an die Frühmesse zu Höchstadt, wobei der Lehensherr auf seine Rechte verzichtete. Diesen Zehnt hatten im 15. Jahrhundert die Markgrafen an sich gezogen.
Durch Sterpersdorf führte die wichtige Handelsstraße Würzburg–Lonnerstadt–Höchstadt–Nürnberg. An der Aischbrücke wurde Zoll erhoben. 1303 verlieh Würzburg die Zollhoheit den Ministerialen von Lonnerstadt. 1403 verkauften sie das Anrecht an Hans von Vestenberg. Etwas später ging es an die Nürnberger Patrizier Rummel über. Dadurch entstanden besondere Schwierigkeiten, da die Reichsstadt Nürnberg inmitten des Bamberger Gebietes Ansprüche geltend machen konnte. Verträge von 1523 und 1537 befreiten zunächst den Höchstadter Handel von dieser Aufgabe. 1609 ließ Bamberg die Zollstätte gegen den heftigen Widerstand der Paumgartner, an die dieses Recht gekommen war, schließen.
Einen tiefen Einschnitt in der Ortsgeschichte stellte der Dreißigjährige Krieg dar. 1622 rissen die Einwohner selbst die Brücke ein, um marodierenden Truppen den Weg zu verlegen. 1627 suchte den Ort eine Pestwelle heim, 1631 kam es zu einem schwedischen Einfall, was insgesamt zur Folge hatte, dass der Ort fast entvölkert war und ganz in Asche lag. 1671 zogen die Bamberger Bischöfe das Zollrecht an sich.
Gegen Ende des 18. Jahrhunderts gab es in Sterpersdorf 12 Anwesen (1 Hube, 2 Höfe, 2 Halbhöfe, 1 Schmiede, 1 Mühle, 2 Gütlein, 2 Häuser) und ein Gemeindehirtenhaus. Das Hochgericht übte das bambergische Centamt Höchstadt aus. Die Dorf- und Gemeindeherrschaft sowie die Grundherrschaft über alle Anwesen hatte das Kastenamt Höchstadt.
1802 kam Sterpersdorf an das Kurfürstentum Bayern. Im Rahmen des Gemeindeedikts wurde 1808 der Steuerdistrikt Sterpersdorf gebildet, zu dem Antoniuskapelle, Greiendorf, Greienmühle, Großneuses, Kleinneuses, Lappach und Schwarzenbach gehörten. Mit dem Zweiten Gemeindeedikt (1818) entstanden zwei Ruralgemeinden:
- Schwarzenbach mit Großneuses, Kleinneuses und Lappach,
- Sterpersdorf mit Antoniuskapelle, Greiendorf und Greienmühle.

Die Gemeinde Sterpersdorf war in Verwaltung und Gerichtsbarkeit dem Landgericht Höchstadt zugeordnet und in der Finanzverwaltung dem Rentamt Höchstadt. Ab 1862 gehörte Sterpersdorf zum Bezirksamt Höchstadt an der Aisch (1939 in Landkreis Höchstadt an der Aisch umbenannt) und weiterhin zum Rentamt Höchstadt (1919 in Finanzamt Höchstadt umbenannt, 1929–1972: Finanzamt Forchheim, seit 1972: Finanzamt Erlangen). Die Gerichtsbarkeit blieb beim Landgericht Höchstadt (1879 in das Amtsgericht Höchstadt an der Aisch umgewandelt), von 1959 bis 1973 war das Amtsgericht Forchheim zuständig, seitdem ist es das Amtsgericht Erlangen. Die Gemeinde hatte eine Gebietsfläche von 4,221 km².
Nach 1961, jedoch vor 1970, wurde Weidendorf nach Sterpersdorf umgemeindet. Am 1. Mai 1978 wurde die Gemeinde Sterpersdorf im Zuge der Gebietsreform in die Stadt Höchstadt an der Aisch eingegliedert.
Die heutige Dorfstruktur geht auf die Wiederbesiedlung nach dem Dreißigjährigen Krieg zurück. Die Sozialstruktur des Dorfes hat sich in jüngster Zeit stark verändert. Das ehemalige rein bäuerliche Dorf wurde ab den 1960er Jahren zum Dorf der Pendler.

### Baudenkmäler
- Haus Nr. 56: Pfarrhaus
- Haus Nr. 95: Katholische Pfarrkirche St. Vitus
- Haus Nr. 118: Ehemalige Mühle mit Stall, Säge und Scheune
- Drei Bildstöcke
- Wegkreuz

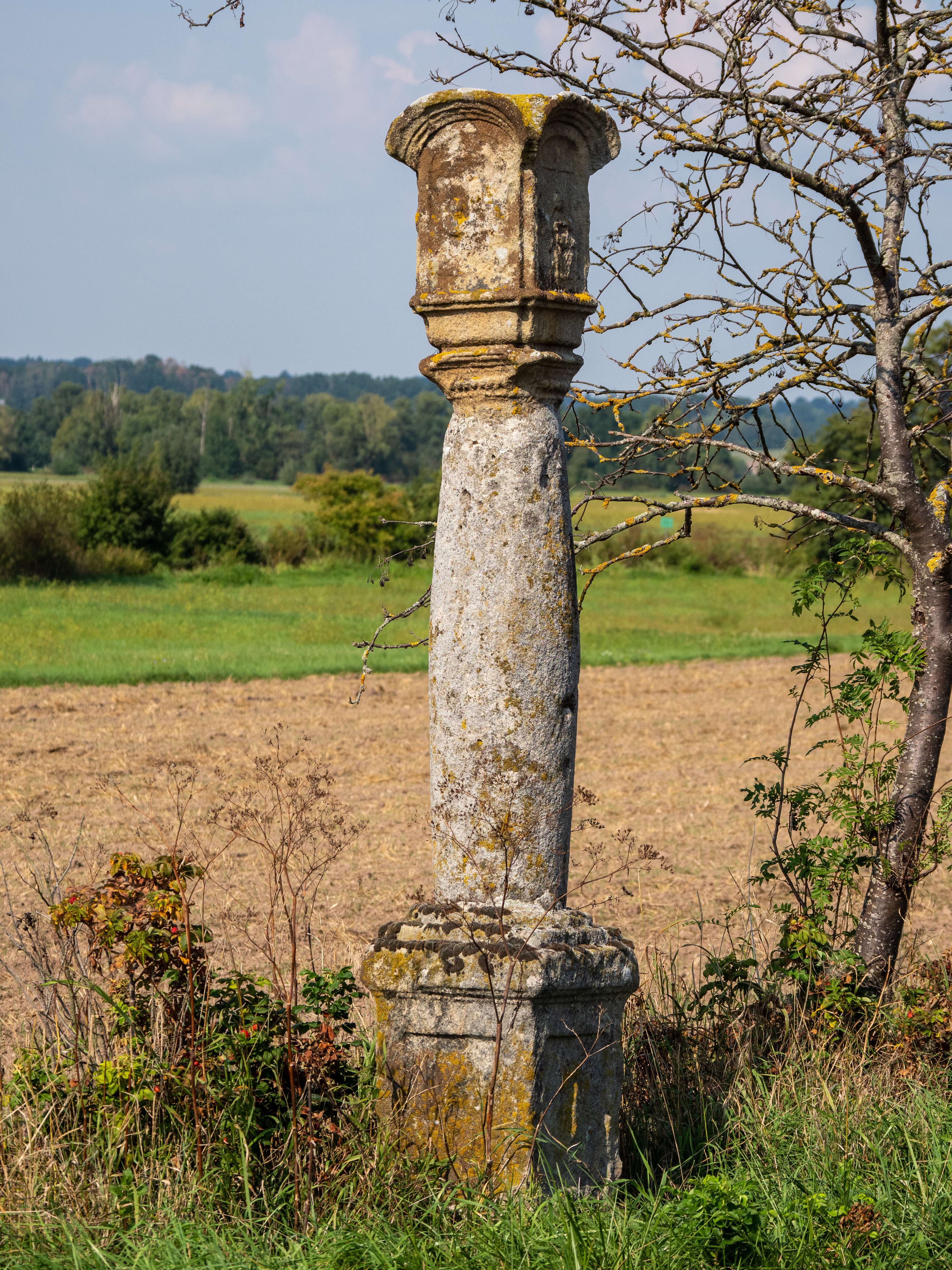
Bildstock
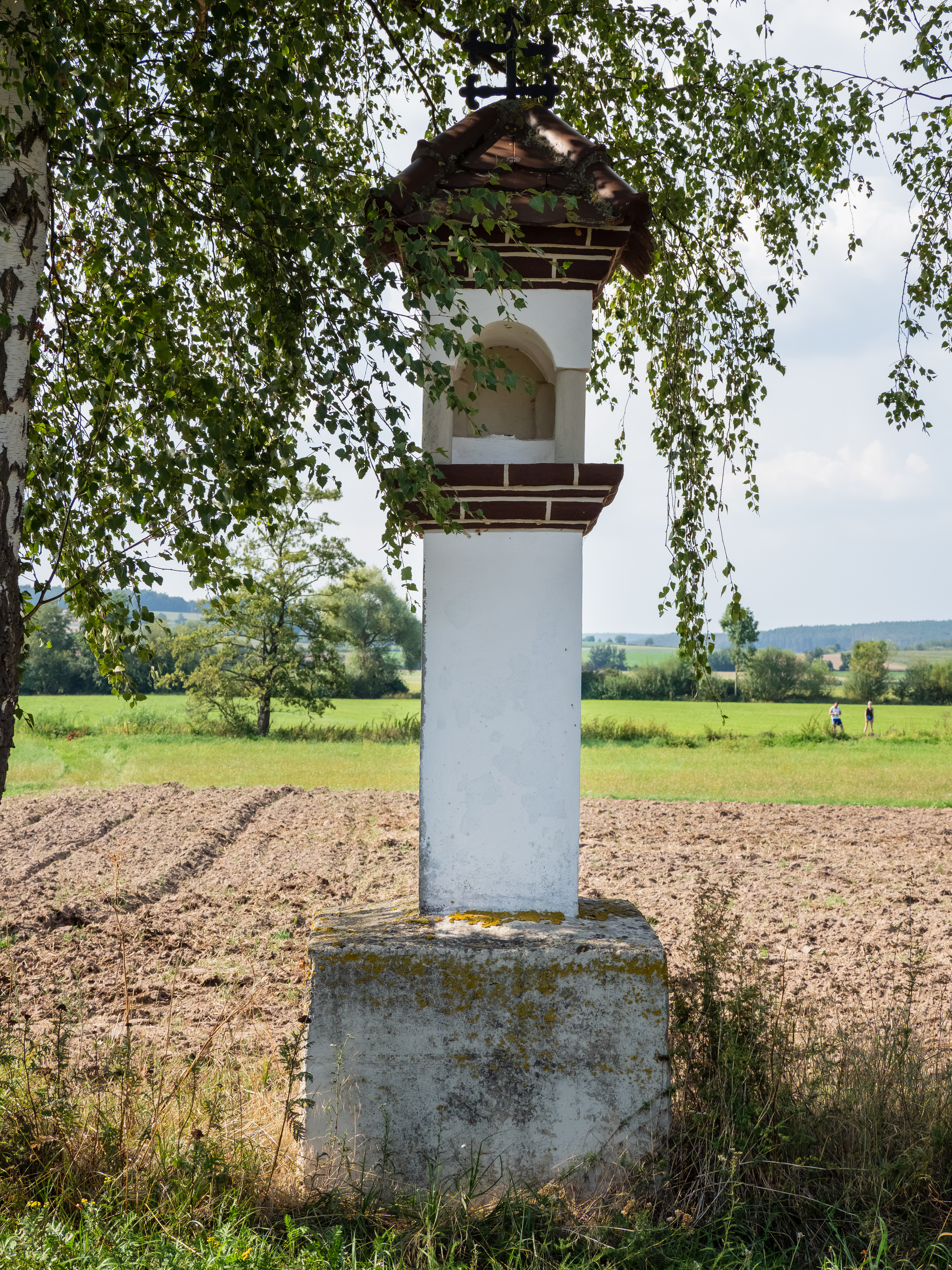
Bildstock
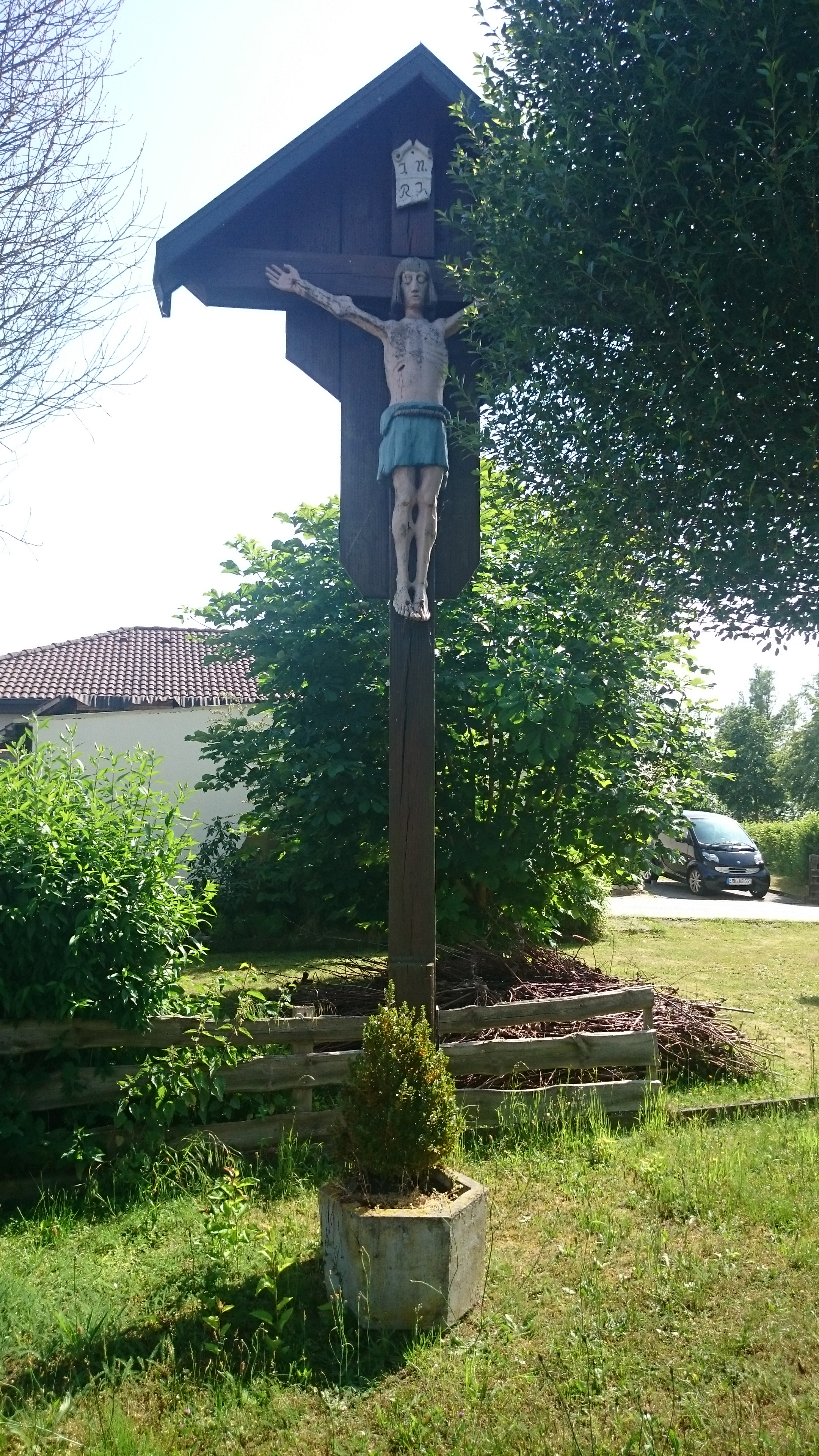
Wegekreuz

### Einwohnerentwicklung
Gemeinde Sterpersdorf
| Jahr      | 1819   | 1840   | 1852   | 1855   | 1861   | 1867   | 1871   | 1875   | 1880   | 1885   | 1890   | 1895   | 1900   | 1905   | 1910   | 1919   | 1925   | 1933   | 1939   | 1946   | 1950   | 1952   | 1961  | 1970   |
| Einwohner | 156    | 178    | 178    | 177    | 175    | 171    | 168    | 160    | 194    | 203    | 178    | 173    | 153    | 181    | 203    | 221    | 201    | 181    | 189    | 277    | 290    | 252    | 215   | 251    |
| Häuser    |        |        |        |        |        |        | 36     |        |        | 41     | 42     |        | 44     |        |        |        | 36     |        |        |        | 41     |        | 42    |        |
| Quelle    | [ 12 ] | [ 13 ] | [ 13 ] | [ 13 ] | [ 14 ] | [ 15 ] | [ 16 ] | [ 17 ] | [ 18 ] | [ 19 ] | [ 20 ] | [ 13 ] | [ 21 ] | [ 13 ] | [ 22 ] | [ 13 ] | [ 23 ] | [ 13 ] | [ 13 ] | [ 13 ] | [ 24 ] | [ 13 ] | [ 9 ] | [ 25 ] |

Ort Sterpersdorf
| Jahr      | 001819 | 001861 | 001871 | 001885 | 001900 | 001925 | 001950 | 001961 | 001970 | 001987 |
| Einwohner | 119    | 123    | 113    | 134    | 104    | 132    | 221    | 165    | 171    | 234    |
| Häuser    |        |        |        | 28     | 34     | 23     | 31     | 32     |        | 59     |
| Quelle    | [ 12 ] | [ 14 ] | [ 16 ] | [ 19 ] | [ 21 ] | [ 23 ] | [ 24 ] | [ 9 ]  | [ 25 ] | [ 1 ]  |

## Religion
Kirchlich gehörte Sterpersdorf zunächst zur Urpfarrei Lonnerstadt. Mit der Bildung der Pfarrei Höchstadt wurde es in diese eingepfarrt. Bereits Anfang des 15. Jahrhunderts wurde eine Kapelle mit den Patrozinia der Heiligen Vitus, Modestus und Crescentia bezeugt. Sie hat jedoch ein wesentlich höheres Alter, was aus den Namen der Patrone geschlossen werden kann. In der Reformationszeit versuchte die Reichsstadt Nürnberg Sterpersdorf zur nunmehr protestantischen Pfarrei Lonnerstadt zu ziehen, was jedoch misslang. Am 7. Mai 1878 wurde Sterpersdorf zur selbstständigen Pfarrei.  Die Einwohner evangelisch-lutherischer Konfession sind nach St. Oswald (Lonnerstadt) gepfarrt.